# Кришнаизм

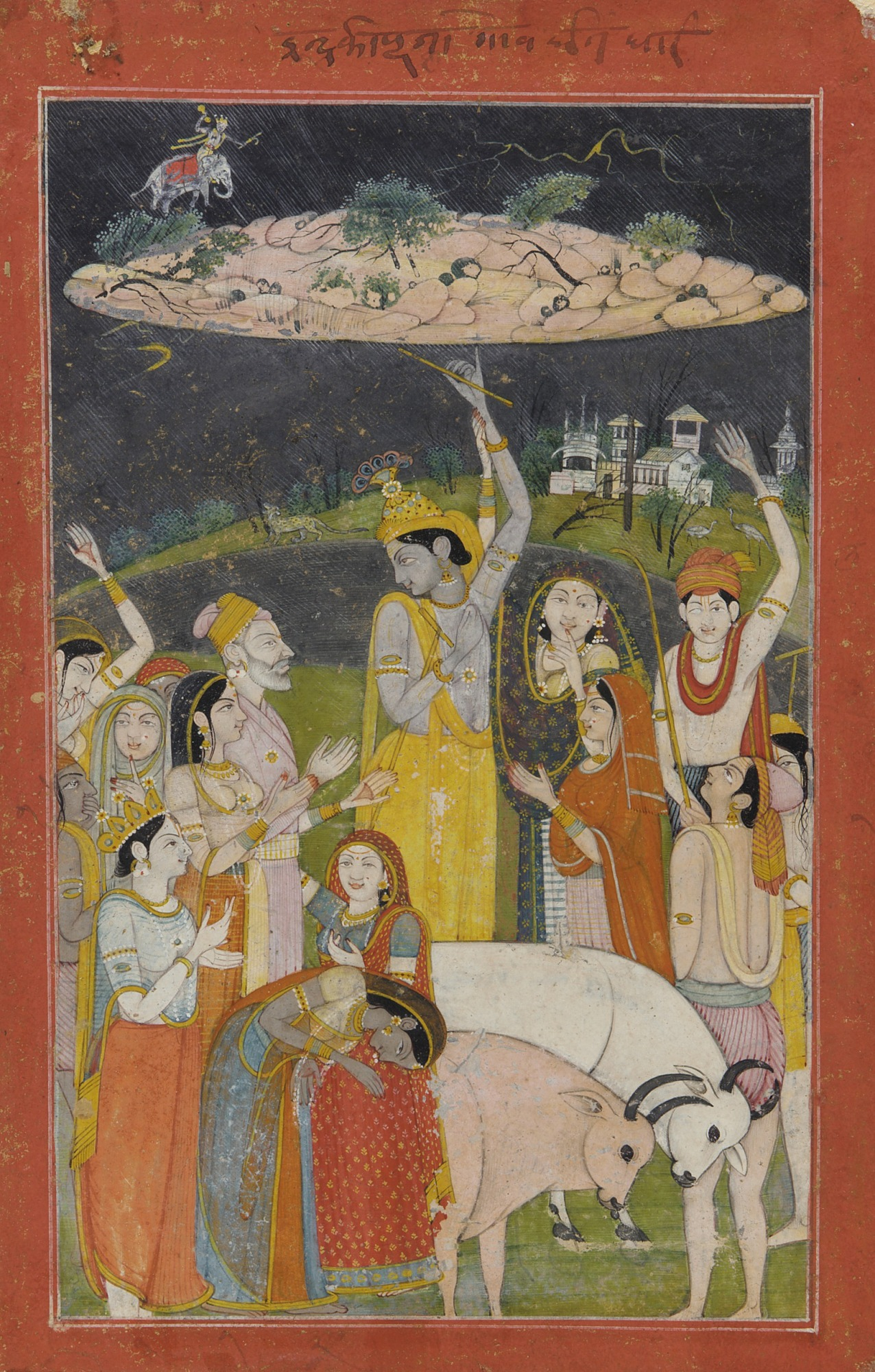
Кришна поднимает холм Говардхана.Из коллекции Смитсоновского института.

Кришнаи́зм или Кри́шна-бха́кти — группа религиозных традиций (сампрадай) в вишнуизме, основанных на поклонении Кришне как верховному божеству (Сваям-бхагавану, Парабрахману). Одно из самых влиятельных и популярных направлений вайшнавизма и индуизма в целом. Некоторые исследователи рассматривают кришнаизм и вайшнавизм как независимые друг от друга направления индуизма, а «Бхагавадгиту» — в качестве первой системы именно кришнаитской теологии.
Термин «кришнаизм» преимущественно используется для описания культа Кришны в рамках вайшнавизма (варкари, гаудия-вайшнавизм, нимбарка-сампрадая, пуштимарга и другие течения), тогда как термином «вайшнавизм», или «вишнуизм», также называют традиции индуизма, основанные на поклонении Вишну как верховному божеству. В русском языке термин «кришнаизм» часто используется в более узком значении: им называют гаудия-вайшнавизм — одну из традиций кришнаизма, основоположником которой был индуистский святой и реформатор Чайтанья (1486—1534), и особо такое её ответвление, как Международное общество сознания Кришны (ИСККОН).
Кришнаизм базируется на таких индуистских священных текстах, как «Бхагавата-пурана» и «Бхагавадгита». По мнению учёных, самая ранняя форма кришнаизма возникла в период, предшествовавший началу распространения буддизма в Индии. Это был культ Кришны-Васудевы, достигший своего расцвета в регионе Матхуры за несколько веков до н. э. Второй по значимости и времени появления традицией кришнаизма считается культ пастушка Говинды (Гопалы). Позже получил распространение культ Балы-Кришны — поклонение Кришне как божественному ребёнку. Самым поздним элементом кришнаизма принято считать культ Радхи-Кришны — поклонение Кришне как возлюбленному пастушек гопи, среди которых особое положение занимает Радха, почитаемая как вечная возлюбленная и женская ипостась Кришны.
Первые попытки проповеди культа Кришны на Западе были предприняты в 1900-е годы в США кришнаитским гуру Преманандой Бхарати и в 1930-е годы в Европе учениками Бхактисиддханты Сарасвати из Гаудия-матха. Кришнаизм приобрёл значительное количество последователей за пределами Индии только во второй половине XX века, в основном благодаря проповеднической деятельности Бхактиведанты Свами Прабхупады и основанной им религиозной организации Международное общество сознания Кришны.

## Определение
Многие называют кришнаизм более общим термином «вайшнавизм», который ассоциируется с Вишну. Вайшнавизм — это монотеистическое и одно из основных направлений индуизма, иногда называемое «полиморфическим монотеизмом» в котором множество ипостасей изначального Бога, единой божественной сущности, принимают различные формы. В кришнаизме изначальной ипостасью Бога, Сваям-бхагаваном (санскрит), считается Кришна. Заметна значительная разница между кришнаизмом и остальными течениями вайшнавизма, в которых Вишну принимается как Верховный Господь, воплотившийся на земле как Кришна, тогда как в кришнаизме Кришне поклоняются как «изначальной верховной ипостаси Бога», а Вишну является одной из его экспансий. Особая точка зрения принадлежит британскому профессору индийских религий Фридхельму Харди, который вообще не считает кришнаизм частью или ответвлением вайшнавизма, полагая его отдельной и не менее древней системой.
В традициях кришнаизма, отношения между Кришной и его преданными гораздо более близкие и интимные в сравнении с традициями вайшнавизма, основным объектом поклонения в которых является четырёхрукий Нараяна или Вишну. Некоторыми учёными кришнаизм рассматривается как одна из ранних попыток сделать философский индуизм привлекательным для масс.
Наиболее распространённая в современном вишнуизме форма кришнаизма — гаудия-вайшнавизм — возникла в начале XVI века в Бенгалии. Основоположником этой традиции выступил бенгальский святой и религиозный реформатор Чайтанья. Значительным событием в истории как гаудия-вайшнавизма, так и кришнаизма в целом, стало основание Бхактиведантой Свами Прабхупадой в 1966 году Международного общества сознания Кришны.

## Объект поклонения
Основным объектом поклонения в кришнаизме является Кришна. Описывается, что у Кришны тёмная кожа, подобно цвету грозовой тучи. Его изображают как мальчика-пастушка, играющего на флейте или как юношу-принца, дающего философские наставления в «Бхагавадгите». Существуют определённые различия в понимании личности и деяний Кришны между различными индуистскими традициями, каждая из которых даёт свою трактовку священных текстов. Однако существует и ряд аспектов, общих для всех направлений индуизма.
Кришна и истории, связанные с ним, играют важную роль в разных философских и богословских традициях индуизма, приверженцы которых верят в то, что Бог является для своих преданных в самых различных формах, в зависимости от того, как они желают видеть Его и поклоняться Ему. К этим формам или ипостасям принадлежат аватары Кришны, описываемые в различных вайшнавских священных текстах. Однако формы Кришны не ограничиваются аватарами, — говорится, что экспансии сваям-бхагавана неисчислимы и не поддаются описанию в ограниченных рамках писаний какой-либо религиозной традиции.

## История

### Ранние исторические свидетельства
Кришнаизм зародился в I тысячелетии до н. э. Первым собственно кришнаитским текстом с первой системой кришнаитского богословия можно считать знаменитую «Бхагавадгиту», датируемую последними столетиями до н. э. и содержащую философски насыщенную беседу Кришны и Арджуны. При этом, как считает
Фридхельм Харди, её следует читать и анализировать как она есть сама по себе, а не в свете вишнуитского богословия обрамляющей её «Махабхараты». В самой же Бхагавадгите Кришна везде говорит о себе как всевышнем Боге, снисходящим в физический мир для восстановления дхармы (см., например, часть IV.7). Полностью отсутствует концепция Кришны как одной из аватар Вишну, — учение об аватарах будет сформулировано позднее, только в IV или V веке н. э.
Простое же упоминание имени «Кришна» в ещё более древней санскритской ведийской литературе встречается много раз. Так, в древнейшем памятнике индуистской литературы «Ригведе», Кришна — это могучий предводитель племени, с которым сражается и которого убивает Индра. Однако, из-за криптической природы Вед, это место «Ригведы» допускает несколько толкований и учёные, как правило, переводят слово «кришна» в контексте «Ригведы» как «чёрный». Некоторые исследователи-индуисты полагают, что ригведийский Кришна тождественен фигуре Кришны, описанной в более поздних произведениях санскритской литературы, или олицетворяет фигуру «протокришны». Одним из сторонников такой интерпретации был Рамакришна Гопал Бхандаркар, который считал, что кришна-драпсах в «Ригведе» (VIII.96.13) является упоминанием о пураническом Кришне. Сарвепалли Радхакришнан также признавал возможным отождествление ригведийского Кришны с Кришной пураническим. В своём труде «Индийская философия» он писал: «В поздних Пуранах говорится о вражде Кришны с Индрой. Возможно, что Кришна — это бог пастушеского племени, которое было покорено Индрой в эпоху „Ригведы“, хотя в период „Бхагавадгиты“ он значительно восстановил и усилил утраченные позиции, отождествившись с Васудевой из бхагаваты и Вишну вайшнавизма». Однако подобные взгляды считаются в современной индологической науке маргинальными.
Для вриндаванских госвами и других средневековых гаудия-вайшнавских комментаторов Вед традиционно была свойственна тенденция выискивать ранние упоминания о Кришне в Ведах и Пуранах (в частности — в «Ригведе»), с целью создать древний фундамент для своей богословской традиции. Вайшнавские комментаторы убеждены, что встречающийся в «Ригведе» термин парамам-падам («высший след») Вишну, является косвенным упоминанием о Голока-Вриндаване, вечной обители Кришны. Как отмечают санскритолог Ли Зигель и антрополог Ричард Брукс, слово пада в буквальном переводе означает «ступня», но в контексте данного гимна «Ригведы» его можно также перевести как отпечаток копыта коровы или быка, что действительно можно интерпретировать как отсылку к Кришне и к его верховной обители Голоке (Гокуле) — месте, где он пасёт коров (го означает на санскрите «корова»). Вдобавок к этому, образ священного отпечатка копыта коровы, заполненный водой, часто встречается в индуистской литературе.
Одно из наиболее ранних и менее спорных упоминаний о Кришне можно обнаружить в примыкающей к «Самаведе» «Чхандогья-упанишаде» (3.17.6), датируемой VIII веком до н. э. Кришна упоминается там как «сын Деваки» (Девакипутра) учителем которого был «Гхора, сын Ангирасы». Именем Ангирасы была названа «Атхарва-веда», также известная как «Ангираса-самхита». По своему содержанию эта упанишада очень близка к «Бхагавадгите».
В «Нирукте» (VI — V век до н. э.), древнеиндийском трактате по санскритской этимологии авторства Яски, упоминается сокровище шьямантака, находившееся во владении Акруры — мотив известной пуранической истории из жизни Кришны. Санскритский грамматик Панини, предположительно живший в V—IV веках до н. э., в своём классическом труде «Аштадхьяи» (4.3.98) объясняет значение слова васудевака как «преданный (бхакта) Васудевы». Там же он упоминает Арджуну, из чего был сделан вывод о том, что он имеет в виду Кришну-Васудеву. В «Баудаяна-дхармасутре», датируемой IV веком до н. э., содержатся молитвы Вишну, в которых используются 12 имён, в том числе такие как Кешава, Говинда и Дамодара, традиционно ассоциируемые с Кришной или Вишну в форме Кришны. Упоминание этих имён свидетельствует о том, что в период составления текста Кришне поклонялись как одной из форм Бога, а его авторы были знакомы с историями о Кришне из более поздних памятников санскритской литературы, таких как Пураны. О том же свидетельствуют упоминания о Кришне-Васудеве в «Артха-шастре» — политическом трактате авторства Каутильи, составленном примерно в тот же период (IV век до н. э.). В гаятри-мантре из «Маханараяна-упанишады» (являющейся частью «Тайттирия-араньяки» 10.1.6 и записанной не позднее III века до н. э.) Васудева отождествляется с Нараяной и Вишну. Кришна также ассоциируется с Вишну в «Шатапатха-брахмане». В период создания поздней редакции «Махабхараты», дошедшей до наших дней, Кришна-Васудева рассматривался как аватара Вишну или как верховное божество. О Кришне говорится как о Боге и он ассоциируется с Вишну также и в таких более поздних упанишадах, как «Нараянатхарваширша-упанишада» и «Атмабодха-упанишада».
Другим важным древним источником, в котором упоминается Кришна, является «Махабхашья» Патанджали, предположительно написанная во II веке до н. э. и представляющая собой комментарий к этимологическому словарю «Нирукта». В своём комментарии (3.1.26) Патанджали упоминает драматические спектакли «Кришна-камсопачарам», в которых разыгрывалась история убийства Кришной демонического царя Камсы (камсавадха), — один из наиболее значительных эпизодов из жизни Кришны. Патанджали утверждает, что эти события произошли «очень давно». В комментарии Патанджали содержится целый ряд других упоминаний Кришны и связанных с ним фигур, известных из более поздних источников. Например, в одном из стихов говорится: «Пусть же сила Кришны, находящегося в обществе Санкаршаны, возрастает!», а в другом: «Джанардана с собой как четвёртый». Возможно, здесь имеется в виду Кришна-Васудева и три его основные экспансии: Санкаршана, Прадьюмна и Анируддха. Самого Кришну-Васудеву Патанджали называет «Богом богов». В одном из текстов, Патанджали говорит о музыкальных инструментах, на которых играют во время богослужений в храмах Рамы и Кешавы. Рама, в данном контексте, — это старший брат Кришны Баларама, который в найденных археологами надписях, а также в литературных источниках этого периода, упоминается под именем Санкаршана; Кешава — это другое имя Кришны.
В конце IV века до н. э., Мегасфен, служивший древнегреческим послом при дворе Чандрагупты Маурьи, написал книгу «Индика», которая не сохранилась, но обширно цитируется древними классическими авторами. Согласно Арриану, Диодору Сицилийскому и Страбону, Мегасфен говорит в ней о племени Соурасенов (Шурасенов, одной из ветвей племени Ядавов, к которому принадлежал Кришна), проживавшем в регионе Матхуры и поклонявшемся пастушескому богу Гераклу. Принято считать, что именем «Геракл» Мегасфен называл Кришну. Отождествление мегасфеновского Геракла с Кришной в основном основано на упоминаемых автором географических местах (таких как Матхура, Вриндавана и Ямуна) и большом сходстве между героическими деяниями Кришны и Геракла. В частности, Мегасфен говорит, что Кришна-Геракл странствовал и убивал различных демонов и у него было много жён. К тому же, для древнегреческих авторов было характерно называть богов иноземных традиций именами божеств греческого пантеона. Древнеримский историк Квинт Курций Руф, живший в I веке н. э., также описывает, что во время сражения Александра Македонского с пенджабским раджей Пором, войска последнего шли в атаку со знаменем, на котором был изображён «Геракл».
О существовании культа Кришны за несколько веков до н. э. также свидетельствуют ранние буддийские источники. В «Ниддесе», одной из книг Палийского канона датируемой IV веком до н. э., говорится в несколько уничижительной форме о тех, кто поклоняется Васудеве и Баладеве (брату Кришны). Кришна и различные персонажи из историй о нём в несколько искажённой форме присутствуют в «Джатаках», — одном из важнейших памятников повествовательной литературы буддизма.

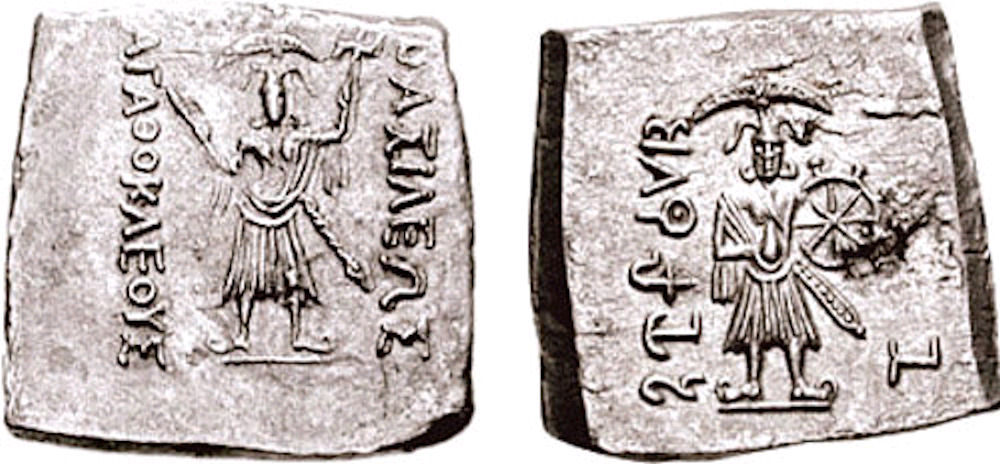
Индийская серебряная драхма греко-бактрийского царя Агафокла (190—180 год до н. э.)
Лиц: Васудева-Кришна, в разукрашенном шлеме, с серьгами и мечом держит вазу и диск чакру. Надпись брахми: Раджане Агатхуклаяса «Царь Агафокл».
Обр: Баларама, в узорном шлеме, с серьгами, мечом, держит булаву в своей правой руке и плуг в левой. Греческая надпись: Басилиос Агатоклеос «Царя Агафокла».

В период 180—165 годов до н. э., греко-бактрийский царь Агафокл, правивший империей, занимавшей значительную часть полуострова Индостан, отчеканил монеты с изображением Кришны и его брата Баларамы. Монеты Агафокла считаются самым древним сохранившимся изображением Кришны.
Самым ранним археологическим свидетельством существования культа Кришны является надпись на колонне Гелиодора в Беснагаре, на северо-западе индийского штата Мадхья-Прадеш. Эта колонна, посвящённая божественной птице Гаруде, носителю Вишну и Кришны, была воздвигнута в конце II века до н. э. греком Гелиодором — послом Индо-греческого царства. Надпись состоит из двух частей, вторая её часть сохранилась только частично. Первая часть надписи гласит:
Эта колонна Гаруды была воздвигнута для Бога богов Васудевы, бхагаватой Гелиодором, сыном Диона и уроженцем Таксилы, прибывшем в качестве посла от великого греческого царя Антиалкида к царю-спасителю Кашипутре Бхагабхадре, находящемуся в благоденствии на 14-м году своего правления…
Надпись свидетельствует о том, что иностранец, грек Гелиодор, обратился в кришнаизм ещё во II веке до н. э. Гелиодор называет себя бхагаватой — преданным Кришны-Васудевы. То, что в кришнаизм обратился такой высокопоставленный и могущественный деятель, как посол Индо-греческого царства, свидетельствует о том, что в тот период в данном регионе индийского субконтинента кришнаизм успел пустить глубокие корни. Некоторые учёные, такие как А. Л. Бэшем и Томас Хопкинс, полагают, что Гелиодор был не единственным иностранцем, принявшим кришнаизм. Хопкинс утверждает: «Можно предположить, что Гелиодор был не единственным чужеземцем, обратившимся в вайшавизм, хотя он, возможно, был единственным, воздвигшим колонну, по крайней мере колонну сохранившуюся до наших дней. Вне всяких сомнений, было много и других».
Кроме колонны Гелиодора, на территории полуострова Индостан был найден ряд других надписей с упоминанием Кришны-Васудевы, относящихся к периоду до н. э. и сделанных индийскими последователями традиции кришнаизма. В двух надписях II — I века до н. э., найденных в Раджастхане, упоминается храм Санкаршаны и Васудевы. Одна из них, сделанная на каменной плите, обнаруженной в местечке Гхасунди в 6 км к северо-востоку от Нагари (округ Удайпур), также как и колонна Гелиодора датируется II веком до н. э. В ней говорится, что бхагавата по имени Гаджаяна, сын Парашари, приказал возвести в Нараяна-врате (парке Нараяны) каменный храм для поклонения «Господу Санкаршане и Господу Васудеве». В данном случае, поклонение Васудеве и Санкаршане ассоциируется с культом Нараяны.
В надписи на другой колонне из Беснагара, датируемой 100 годом до н. э., говорится, что «бхагавата Гаутама-путра» возвёл колонну Гаруды у храма «в двенадцатый год правления царя Бхагаваты». Этот царь, возможно, является той же самой личностью, которая упоминается в геологических списках как предпоследний из правителей династии Шунга. В центральной Индии, в пещере Нанагхат, была найдена надпись I века до н. э., сделанная царицей Наганикой. В надписи не только упоминаются Санкаршана и Васудева, но также говорится о их принадлежности к Лунной династии. В местечке Мора, в одиннадцати километрах от Матхуры, в колодце была найдена надпись, в которой говорится о установке божеств «пяти героев Вришни» в каменном храме. В другой надписи, также обнаруженной в Матхуре, говорится о возведении ограды и ворот к храму «Господа Васудевы». Обе надписи датируются периодом с 10 по 25 год н. э.

### Североиндийский кришнаизм
Культ Гопала-Кришны в кришнаизме часто противопоставляется ведизму, что основывается, в частности, на истории из «Бхагавата-пураны», в которой Кришна призывает своих преданных прекратить совершать поклонение ведийскому богу Индре. Таким образом, Гопала-Кришна считается неведийским божеством, а кришнаизм — неведийской традицией, которая постепенно, стремясь заслужить признание в ортодоксальных кругах, начала ассоциироваться с ведизмом и слилась с культом ригведийского Вишну. К началу периода раннего Средневековья кришнаизм превратился в одно из основных течений внутри вайшнавизма.
Учёные относят появление североиндийского кришнаизма к IV веку до н. э. Такая точка зрения основана на свидетельствах в трудах Мегасфена и в «Артхашастре» Чанакьи. Поклонение Кришне, «обожествлённому герою и духовному лидеру племени Ядавов», выделилось в отдельное религиозное течение бхагаватизм, и позднее, — панчаратру. По мнению некоторых исследователей, в более поздний период последователи этой традиции стали поклоняться Кришне как Нараяне. Таким образом, ранний кришнаизм представлял собой слияние традиций поклонения героическому Кришна-Васудеве, «божественному ребёнку» Бала-Кришне и мальчику-пастушку Гопале.

### Южноиндийский кришнаизм
Традицию кришнаизма принято относить к североиндийским, однако Фридхельм Харди, изучив южноиндийские письменные источники и традиции, нашёл доказательства существования «южноиндийского кришнаизма».
Одно из течений в кришнаизме, эмоциональная Кришна-бхакти «в разлуке», основана на пураническом эпизоде, в котором Кришна покидает своих земных возлюбленных девочек-пастушек гопи. Они вынуждены пребывать долгое время в разлуке с объектом своей любви, ожидая его возвращения. Эта тема нашла отражение литературе и культуре бхакти развившейся в Южной Индии и явилась предметом исследований Фридхельма Харди. В своей книге «Вираха-бхакти» он описывает эту разновидность кришнаизма, для которой характерно чувство экстатической разлуки с божеством, и объявляет её кульминацией индийского культурного и религиозного развития. Харди проводит детальный анализ истории кришнаизма, в особенности источников датируемых периодом до XI века. Он анализирует истории Кришны и гопи, мистицизм бхакти вайшнавских тамильских святых, тамильскую литературу Сангам, Кришна-бхакти альваров в расе любовного единения, а также датировку и историю компиляции «Бхагавата-пураны».
Кришна, его брат Баларама, и их близкие спутники пасту́шки-гопи были представлены в ранних литературных памятниках дравидийской культуры, таких как «Манимехалей» и «Шилаппадикарам» Фридхельм Харди утверждает, что «Бхагавата-пурана» представляет собой санскритское переложение литературной традиции бхакти тамильских альваров. Хотя такая точка зрения является радикальной, параллели между южноиндийскими текстами и санскритской литературной традицией о Кришне и гопи, являются общепризнанными в индологической науке. Эти параллели между южной и северной традициями можно обнаружить в более поздних североиндийских литературных памятниках и изобразительном искусстве.
Некоторые учёные рассматривают поклонение тамилов Тирумалу (Майону или Малу) как одну из ранних форм кришнаизма, указывая на то, что божественная фигура Тирумала имеет большое сходство с Кришной (хотя и с некоторыми чертами Вишну). В результате анализа поэтического наследия тамильских святых и подвижников альваров становится очевидно, что они были преданными Тирумала. В их поэзии находит своё отражение вайшнавский аспект культа Тирумала, поклонение Тирумалу как Кришне. Однако альвары не делают основанного на концепции аватар различия между Кришной и Вишну, для них Кришна и Вишну едины и неразделимы.

### Средневековые традиции

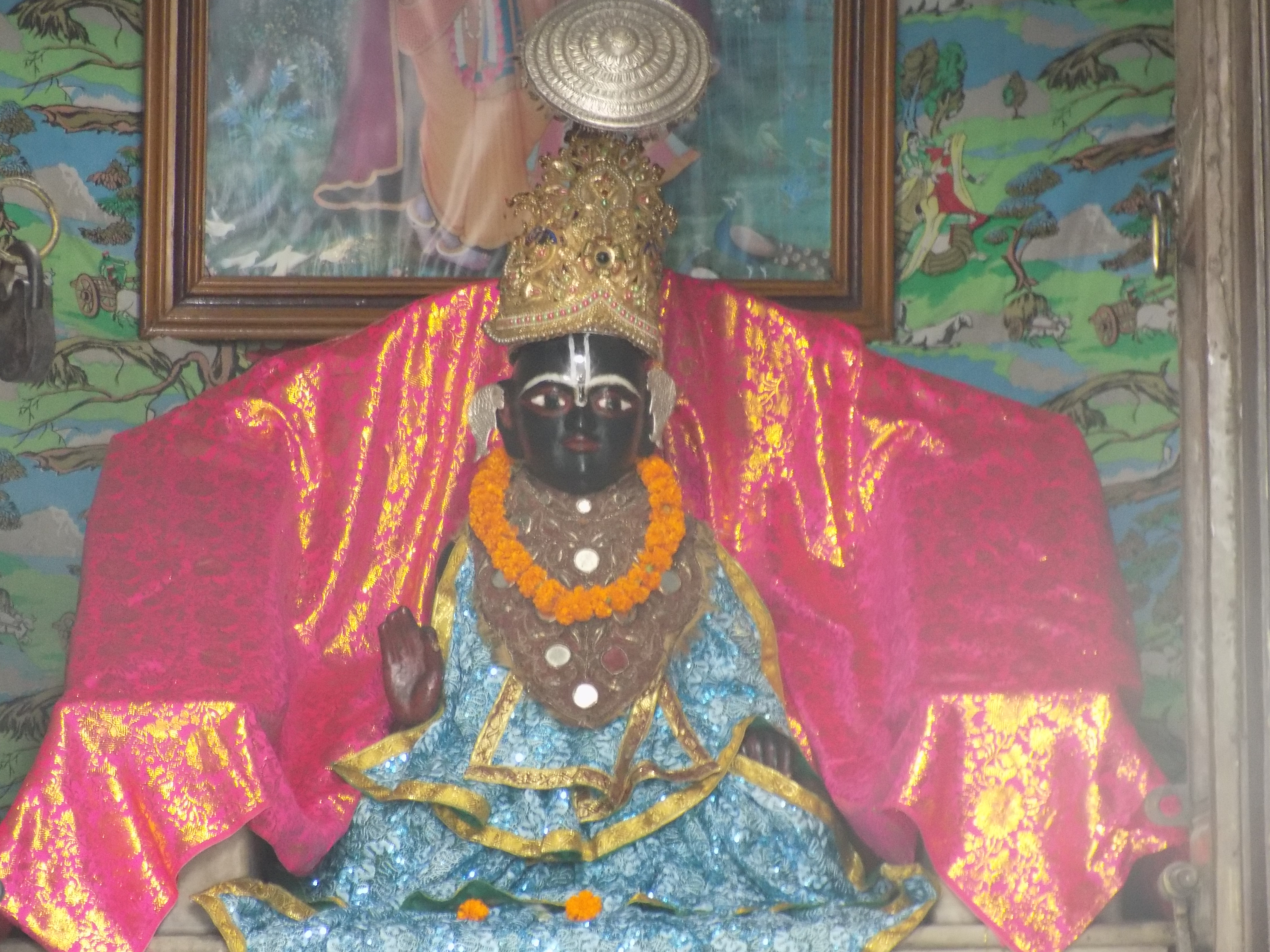
Мурти Нимбаркачарьи — основателя первой в эпоху бхакти кришнаитской сампрадаи.

В VIII веке вайшнавизм вошёл в контакт с доктриной адвайты Шанкары. В Южной Индии появились движения, основанные на традициях бхакти альваров, которые противостояли философской школе Шанкары, и в частности проповедуемой им теории Брахмана. Основоположниками этих движений или сампрадай, выступили великие ачарьи вайшнавизма: Рамануджа в XI веке и Мадхва в XIII веке.
Средневековое движение бхакти появилось в индуизме в IX или X веке. Кришнаизм был одним из ответвлений этого движения и базировался на «Бхагавата-пуране», хотя некоторые учёные полагают, что «евангелием кришнаизма» всё же следует считать «Бхагавадгиту», которая исторически была наиболее влиятельным текстом не только в кришнаизме, но и в индуизме в целом.
В Северной Индии в эпоху позднего средневековья внутри кришнаизма появился ряд новых движений, основоположниками которых были: Нимбарка и Рамананда в XIV веке, Кабир в XV веке, Валлабха и Чайтанья в XVI веке, и другие.

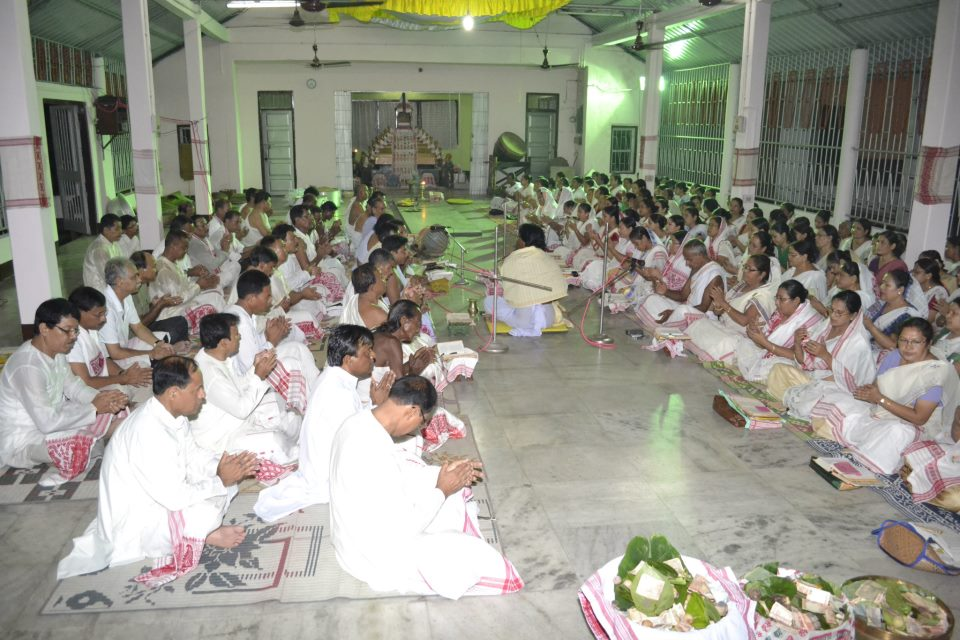
В храме Экасарана-дхармы во время Кришна-джанмаштами.

Южноиндийские традиции
- Альвары
- «Манимехалей»
- «Шилаппадикарам»
- Культ Тирумаля

Культ Радхи-Кришны
- Нимбарка-сампрадая
- Пуштимарга
- Гаудия-вайшнавизм
- Вайшнавская сахаджия

Культ одному Кришне без Радхи
- Экасарана-дхарма[англ.]
- Шриманта Шанкардева

Поклонение Кришне как аватаре Вишну
- Шри-вайшнавизм
- Брахма-сампрадая

Другие традиции
- Варкари (поклонение Витхобе)
- Маханубхава[англ.]

### Радха-Кришна

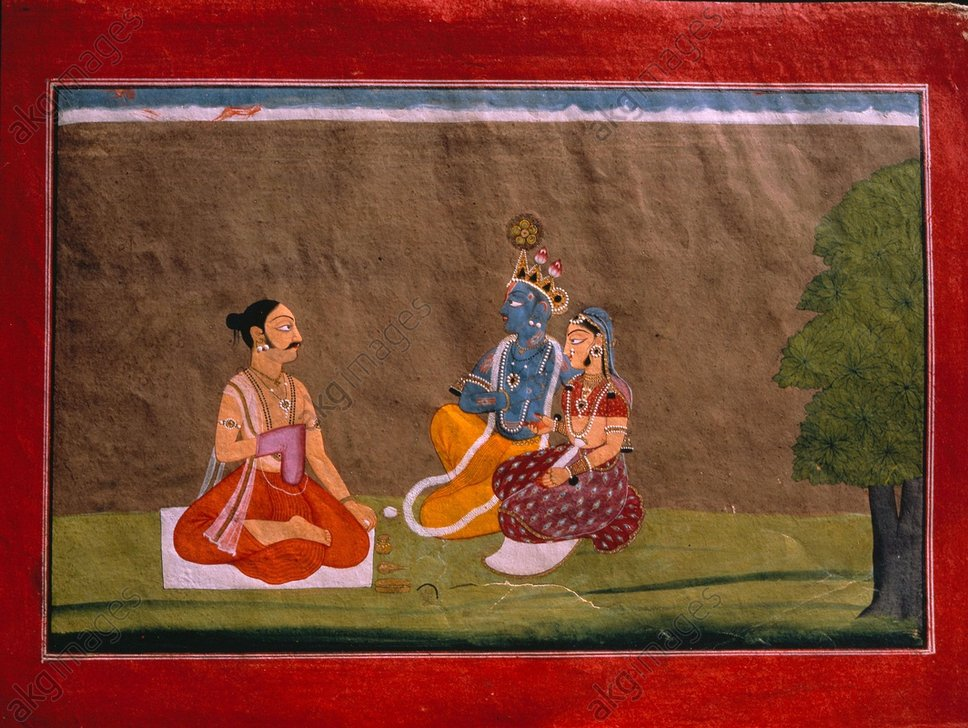
Джаядева читает мантру Радхе-Кришне.

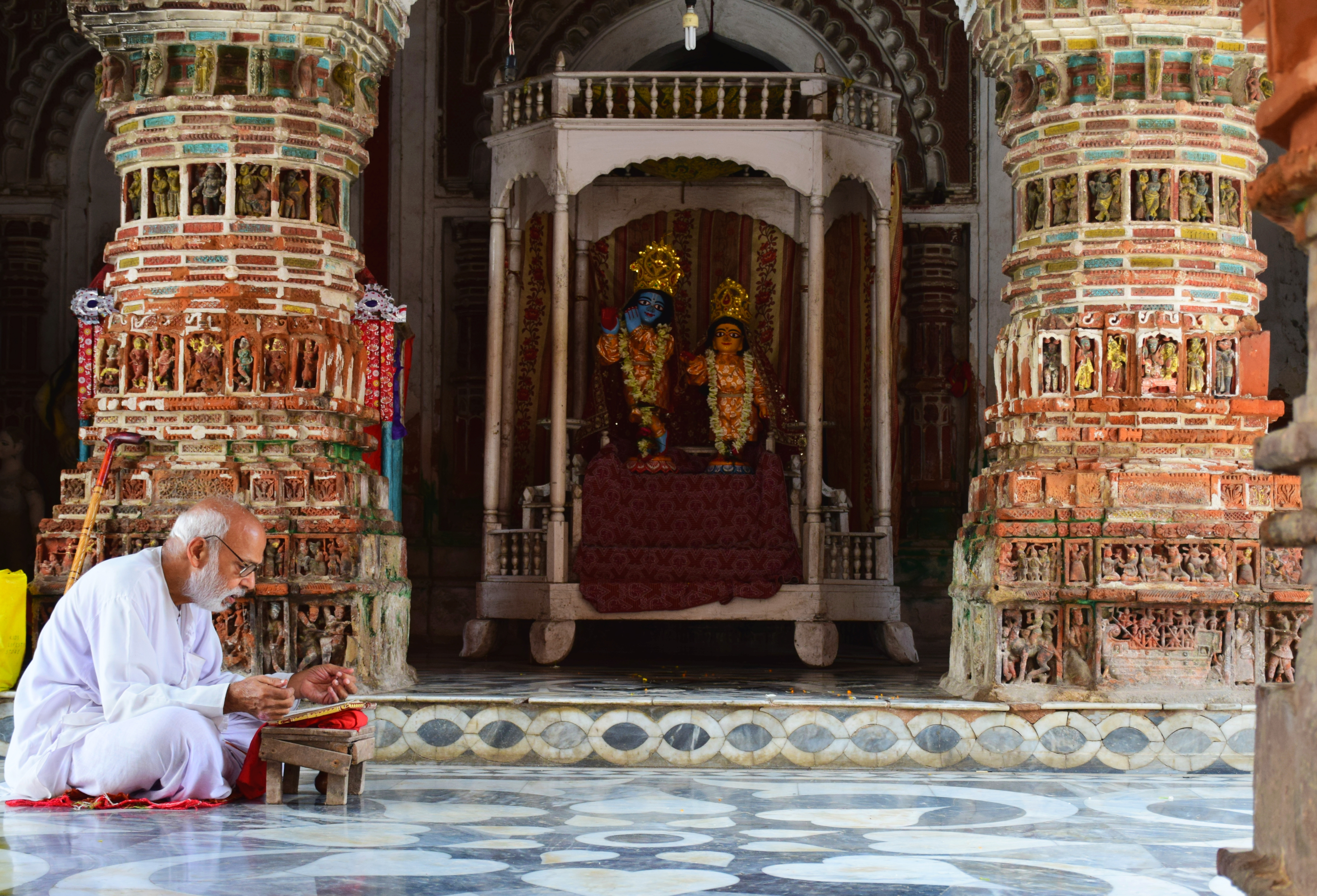
Чтение в старинном, посвящённом Радхе-Кришне храме Лальджи (Кальна, Бардхаман, Западная Бенгалия).

Шарлот Водевиль в своей работе «Evolution of Love Symbolism in Bhagavatism» («Эволюция любовного символизма в бхагаватизме») отождествляет Радху с героиней поэмы Андаль «Тируппавай» по имени Наппиннай, которую также упоминает Наммальвар, называя её невесткой Нандагопы. Несмотря на то, что взаимоотношения Радхи и Наппиннай с Кришной имели разную природу, Наппинай считается источником Радхи в пракритской и санскритской литературе. «Яшастилака» (959 год) упоминает Радху и Кришну задолго до периода Джаядевы. Радха также описывается в таких поздних пуранах, как «Брахмавайварта-пурана» и «Падма-пурана».
В ранней бенгальской литературе содержится яркое описание эволюции понимания Радхи и Кришны. Однако одной из загадок санскритской литературы остаётся источник Радхи как главной героини поэмы Джаядевы «Гитаговинда». Возможное объяснение в дружбе Джаядевы с Нимбаркой, первым ачарьей, установившим поклонение Радхе-Кришне
«Брахмавайварта-пурана»
. Но, тогда каков источник теологии последнего?
Приверженцы Нимбарка-сампрадаи, представляющей вторую волну кришнаизма в Индии и первую кришнаитскую традицию эпохи бхакти, поклоняются Кришне как мальчику пастушку, одному или с его возлюбленной гопи Радхой. Эта традиция, появившаяся не позднее XII века, имела много общих элементов с Рудра-сампрадаей и повлияла на дальнейшее развитие богословия этой сампрадаи. Согласно основателю традиции, Нимбарке, Радха была вечной супругой Вишну-Кришны. Согласно доктрине Нимбарки, Радха стала женой Кришны.
Другой ачарья, Валлабха, установил поклонение Радхе-Кришне, в котором преданные отождествляются в основном с подружками (сакхи) Радхи и выступают близкими свидетелями интимных игр Радхи и Кришны.
В гаудия-вайшнавизме метафизическое положение Радхи и поклонение ей было установлено Кришнадасой Кавираджей в его «Чайтанья-чаритамрите». Изложенная им доктрина преобладала среди последователей Чайтаньи во Вриндаване после смерти последнего в 1534 году. Гаудия-вайшнавы верят в то, что Кришна, желая испытать всю глубину любви Радхи, явился на земле как Чайтанья — Кришна в умонастроении Радхи. Основным занятием Радхи в форме Чайтаньи было воспевание имён своего возлюбленного Кришны. Одним из самопроявленных (нерукотворных) мурти в гаудия-вайшнавизме является Радхарамана, установленный учеником Чайтаньи — Гопалой Бхатта Госвами. Радхарамана почитается не просто как Кришна, но как Радха-Кришна.
Один из царей Манипура, Гариб Ниваз, правивший в период с 1709 по 1748 год, принял кришнаизм и практиковал культ Радхи-Кришны более 20 лет, до самой своей смерти. Начиная с этого периода, манипурские вайшнавы поклоняются не просто Кришне, а Радха-Кришне — Кришне вместе с его женской ипостасью Радхой. Позднее культ Радхи-Кришны распространилось по всему Манипуру и эта форма кришнаизма стала преобладающей религией в регионе.
В вайшнавском движении Сваминараян, имеющем много последователей по всему миру, культ Радхи-Кришны занимает особое место, а основатель традиции Сахаджананда Свами повествует о Радха-Кришне в своей «Шикшапатре».
Практически идентично Гаудия-вайшнавскому поклонение Радхе-Кришне в Маханам-сампрадае, отделившейся от Гаудия-традиции в Бенгалии на рубеже XIX—XX веков. Её основатель Прабху Джагадбандху почитается последователями в качестве нового воплощения Чайтаньи и Нитьянанды.

## Святые места

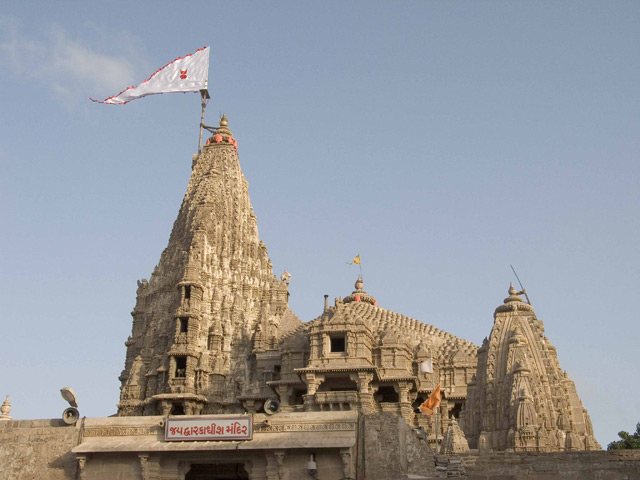
Храм Дваракадиши (Дварка, Гуджарат) — один из старейших кришнаитских храмов и место общеиндуистского паломничества, принадлежит традиции пуштимарга.

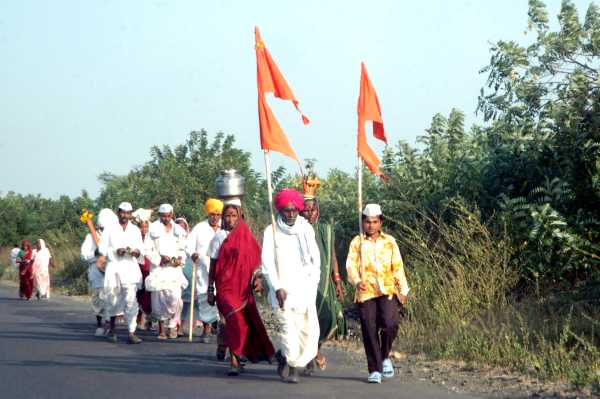
Паломники-варкари, Махараштра.

Основным местом паломничества практически всех традиций кришнаизма принято считать Вриндаван, который является одним из самых крупных центров поклонения Кришне. Такие места в районе Вриндавана как Говардхана и Гокула уже много тысячелетий ассоциируются с Кришной и его лилами. Многие миллионы бхакт или преданных Кришны, посещают эти места паломничества каждый год и принимают участие в ряде фестивалей, связанных с деяниями Кришны на земле.
С другой стороны, Голока считается вечной духовной обителью Кришны, которого в таких школах вайшнавизма, как Нимбарка-сампрадая, Валлабха-сампрадая, Сваминараян и гаудия-вайшнавизм почитают как сваям-бхагавана. Это понимание личности Кришны и его обители основывается на таких священных текстах индуизма, как «Брахма-самхита» и «Бхагавата-пурана».

## Священные писания
Хотя каждая традиция кришнаизма имеет свой собственный канон, все они базируются на таких популярных классических санскритских текстах индуизма как «Бхагавад-гита» и «Бхагавата-пурана». Как сам Кришна говорит в «Бхагавад-гите», закладывая базу для всего кришнаизма:
- A из всех йогов тот, кто всегда погружён в мысли обо Мне, пребывающем в его сердце, и, исполненный непоколебимой веры, поклоняется и служит Мне с любовью, связан со Мной самыми тесными узами и достиг высшей ступени совершенства. Таково Моё мнение[77].
- Придя ко Мне, великие души, йоги-преданные, никогда больше не возвращаются в этот бренный, полный страданий мир, ибо они обрели высшее совершенство[78].

В таких традициях кришнаизма, как гаудия-вайшнавизм, пуштимарга и Нимбарка-сампрадая Кришне поклоняются как изначальной ипостаси Бога (сваям-бхагавану). Такое понимание Кришны базируется на «Бхагавата-пуране», где в конце списка аватар говорится:
Все перечисленные воплощения представляют собой либо полные части, либо части полных частей Господа, однако Господь Шри Кришна — изначальная Личность Бога.
Не все комментаторы «Бхагавата-пураны» принимают подобную трактовку, однако большинство традиций, в которых центральным объектом поклонения является Кришна, а также современные комментаторы подчёркивают значимость этого текста (1.3.28). Средневековый гаудия-вайшнавский богослов Джива Госвами называл его парибхаса-сутра, или «тезисным утверждением» на котором базировалась «Бхагавата-пурана» и всё богословие.
В другом отрывке из «Бхагавата-пураны» (10.83.5-43) жёны Кришны рассказывают Драупади о том, как «сам Господь» (сваям-бхагаван, «Бхагавата-пурана» 10.83.7) взял их себе в жёны. Описывая различные эпизоды, жёны Кришны называют себя его преданными. В 10-й песне «Бхагавата-пураны» описываются детские лилы сваям-бхагавана Кришны. Кришна предстаёт там как всеми обожаемый Бог-младенец (Бала-Кришна), взращённый пастухами Вриндавана на берегу реки Ямуны. Маленький Кришна развлекается, воруя масло у соседей и играя в лесу со своими друзьями мальчиками-пастушка́ми. Временами он демонстрирует беззаботный героизм, защищая Вриндаван и его обитателей от демонов. Но самым важным эпизодом являются любовные игры Кришны с девочками-пасту́шками гопи. Используя своё божественное могущество, Кришна распространяет себя во множество форм, уделяя максимум внимания каждой из гопи. Описывается, что гопи были настолько влюблены в Кришну, что единственным их желанием было служить ему. Эта любовь, достигающая своего апогея в период разлуки с Кришной, когда тот отправляется в очередную героическую миссию, рассматривается как наивысшее проявление бхакти, как пример наиболее возвышенного уровня любви к Богу.
Кроме общих для всех традиций поклонения Кришне текстов, таких как «Бхагавата-пурана» и «Бхагавад-гита», каждая отдельная традиция кришнаизма следует своим собственным священным писаниям.

## Кришнаизм и другие традиции индуизма
Хотя многие полагают, что Вишну изначально был главным объектом поклонения в вайшнавизме, некоторые учёные считают, что поклонение Вишну стало преобладать в вайшнавизме в более поздний период.
Так, Фридхельм Харди первой системой кришнаитского богословия считает «Бхагавадгиту», в которой Кришна везде говорит о себе как всевышнем Боге, снисходящим в физический мир для восстановления дхармы (часть IV.7 и другие), в то время, как учение об аватарах Вишну и Кришне, как одной из них, будет сформулировано позднее, только в IV или V веке н. э.
Существуют свидетельства того, что на ранней стадии развития вайшнавизма/кришнаизма, основным объектом поклонения в этой традиции был Васудева, а не Вишну. Эта ранняя стадия развития пришлась на период с VI по V век до н. э., когда санскритский грамматик Панини объяснил в своём труде «Аштадхьяи» значение слова васудевака как «бхакта, или преданный, Васудевы». В IX веке Шанкара, основываясь на «Вишну-пуране», истолковал значение термина как «верховное Я» Вишну, присутствующее внутри всего. Различные индуистские философские школы дают свою интерпретацию этой ключевой концепции. Однако значение термина было увековечено в надписи на колонне Гелиодора в 113 году до н. э. и других памятниках.
Также существуют свидетельства того, что возникший в период упадка ведизма бхагаватизм основывался на поклонении Кришне как божественному герою и духовному лидеру племени Ядавов. Учёные полагают, что в более поздний период своего развития кришнаизм, ища признания в ортодоксальных кругах, сблизился с ведизмом. Некоторые учёные также считают, что на этой стадии произошла ассимиляция Вишну «Риг-веды» в кришнаизм, в результате которого Вишну, а не Васудеве, стали поклоняться как Верховному Богу. Хотя существует много дебатов относительно сопоставления шиваизма и вайшнавизма, а также «навязывания» кришнаизму «подставного» Вишну как ведийского божества, некоторые учёные полагают, что «в данном контексте, возможность этого кажется крайне маловероятной».
Однако, подобные взгляды, в которых делаются различия между Вишну и Кришной, некоторые учёные рассматривают как не имеющие основания. Например, в «Махабхарате», датируемой гораздо более ранним периодом, чем «Бхагавата-пурана», и в составленной Бхишмой интерпретации «Вишну-сахасранамы», где он прославляет Кришну, а также согласно некоторым комментаторам, Кришна представляется как аватара Вишну, а поклонение Кришне — как идентичное поклонению Вишну.
В 149-й главе Анушасана-парвы «Махабхараты», Бхишма, прославляя Кришну, заявляет, что человечество освободится от всех тревог и печалей, просто повторяя «Вишну-сахасранаму», в которой содержатся тысяча имён вездесущего верховного существа Вишну, повелителя всех девов и всех миров и единого с Брахманом. Этот эпизод указывает на возможное тождество Вишну и Кришны. Сам Кришна говорил следующее: «Арджуна, люди желают прославлять Меня, воспевая тысячу имён. Но Я получаю удовлетворение от прославления одной лишь шлокой».

## Кришнаизм и христианство
В XIX веке, предметом дебатов в академических кругах была возможная связь между кришнаизмом и христианством. Альбрехт Вебер был первым учёным, высказавшимся в поддержку существования подобной связи. С другой стороны, один из основных оппонентов Вебера, Август Барт, полагал, что основная суть кришнаизма была неотлична от «любой религии, достигшей уровня монотеизма». Основываясь на исторических свидетельствах, даже сторонники Вебера никогда не отрицали того, что основная суть кришнаизма, бхакти или принцип «Бог есть любовь», были дохристианскими. С другой стороны, несмотря на утверждения Вебера о близости двух традиций, некоторые христианские миссионеры в Индии дали категорическое определение: «Кришнаизм — это обожествлённое вожделение. Многие пуранические легенды представляют собой непристойное чтиво». Подобное мнение резко контрастирует со взглядом Константена Вольне, который поддерживал идею о том, что история Иисуса в Новом Завете была прямым заимствованием из жизнеописания Кришны. Джон М. Робертсон, в свою очередь, в своей книге «Christ and Krishna» («Христос и Кришна») отрицает существование какого-либо контакта между кришнаизмом и христианством, утверждая, что оба культа появились из одного общего, древнего источника. В начале XX века кришнаизм иногда противопоставлялся христианству, а «неокришнаизм прямо выдвигался как альтернатива христианству».

## Кришналогия
Кришнало́гия или кришноло́гия (англ. Krishnology) — научный неологизм, используемый для обозначения богословского изучения Кришны в контексте вайшнавского кришнаизма. Термин был создан как эквивалент христологии в христианском богословии.
Первое известное упоминание термина «кришналогия» в научной литературе относится к 1952 году, когда Рагуал Сэмьюэл Рахатор опубликовал свой труд «Критический анализ христологии и кришналогии» («Christology and Krishnology, a Critical Study»), в издательстве Северо-западного университета. Гай Бек, учёный, опубликовавший много работ по индуизму в целом и по кришнаизму в частности, сделал несколько публикаций по кришналогии одного из течений в вайшнавизме, известного как Радхаваллабха-сампрадая. Бек подробно излагает свои исследования в книге «Alternative Krishnas: Regional and Vernacular Variations on a Hindu Deity».
Тамала Кришна Госвами (1946—2002), индуистский богослов и вайшнавский гуру, в конце 1990-х годов продолжил дальнейшее исследование кришналогии в Кембриджском университете. Подготавливая свою докторскую диссертацию под руководством британского индолога Джулиуса Липнера он уделил особое внимание изучению кришналогии основателя Международного общества сознания Кришны Бхактиведанты Свами Прабхупады.